# UEFA Women's Nations League 2025 Divisie B
De UEFA Women's Nations League 2025 Divisie B is de tweede divisie van de UEFA Women's Nations League. Het toernooi begint in februari 2025 en eindigt in oktober 2025 met de play-offs om promotie naar divisie A en degradatie naar divisie C. De winnaars van de vier groepen van deze divisie promoveren naar divisie A, het hoogste niveau. Aan dit toernooi deden de 16 landen mee die volgens de eindrangschikking van het kwalificatietoernooi voor het Europees kampioenschap voetbal vrouwen 2025 het op één na hoogst geklasseerd zijn.

## Beslissingscriteria
Wanneer er twee of meerdere teams in een groep na afloop van de groepsfase hetzelfde aantal punten hebben, wordt naar onderstaande criteria gekeken:
1. Het aantal behaalde punten in de onderlinge wedstrijden tussen de gelijke teams;
2. Het doelsaldo in onderlinge wedstrijden gespeeld tussen de gelijke teams;
3. Het aantal gescoorde doelpunten in de onderlinge wedstrijden tussen de gelijke teams;
4. Indien er na toepassing van criteria 1 tot 3 er nog steeds geen onderling verschil is, worden criteria 1 tot 3 uitsluitend opnieuw toegepast op de wedstrijden tussen de teams in kwestie om hun definitieve rangschikking te bepalen.[a] Wanneer er dan nog steeds geen verschil is, wordt gekeken naar criteria 5 tot 11:
5. Het doelsaldo in alle groepswedstrijden;
6. Het aantal doelpunten in alle groepswedstrijden;
7. Het aantal uitdoelpunten in alle groepswedstrijden;
8. Het aantal overwinningen in alle groepswedstrijden;
9. Het aantal uitoverwinningen in alle groepswedstrijden;
10. Lager disciplinair puntentotaal in alle groepswedstrijden (1 punt voor een gele kaart, 3 punten voor een rode kaart als gevolg van twee gele kaarten, 3 punten voor een directe rode kaart, 4 punten voor een gele kaart gevolgd door een directe rode kaart).
11. Positie in de eindrangschikking van het kwalificatietoernooi voor het EK 2025.[1]

Opmerkingen
1. ↑  Wanneer er twee of meerdere teams gelijk in punten zijn, worden criteria 1 tot en met 3 toegepast. Nadat deze criteria zijn toegepast, kunnen ze de positie bepalen van enkele van de betrokken teams, maar niet van alle. Als er bijvoorbeeld drie punten gelijk zijn, kan de toepassing van de eerste drie criteria alleen de gelijke stand voor een van de teams bepalen, waardoor de andere twee teams nog steeds gelijk staan. In dit geval wordt de beslissingscriteria vanaf het begin hervat voor de teams die nog steeds gelijk staan.

## Deelnemende landen
De loting vond plaats op 7 november 2024 om 13.00 uur (UTC+1) in Nyon, Zwitserland. Om politieke redenen konden Wit-Rusland en Oekraïne (vanwege de betrokkenheid van Wit-Rusland bij de Russische invasie van Oekraïne) niet in dezelfde groep worden geloot.
| Team     | Plaats |
| -------- | ------ |
| Finland  | 13     |
| Tsjechië | 14     |
| Ierland  | 15     |
| Polen    | 16     |

| Team          | Plaats |
| ------------- | ------ |
| Servië        | 21     |
| Oekraïne      | 22     |
| Noord-Ierland | 23     |
| Turkije       | 24     |

| Team                  | Plaats |
| --------------------- | ------ |
| Kroatië               | 25     |
| Hongarije             | 26     |
| Bosnië en Herzegovina | 27     |
| Slovenië              | 33     |

| Team        | Plaats |
| ----------- | ------ |
| Roemenië    | 34     |
| Wit-Rusland | 35     |
| Griekenland | 36     |
| Albanië     | 37     |

| Legenda |                                        |
|         | Gepromoveerd naar een hogere divisie   |
|         | Geplaatst voor de degradatie play-offs |
|         | Gedegradeerd naar een lagere divisie   |

## Groepen en wedstrijden

### Groep 1
| Pos | Team                      | Wed | W | G | V | Ptn | DV | DT | +/− | Kwalificatie of degradatie              |  |       |       |       |       |
| --- | ------------------------- | --- | - | - | - | --- | -- | -- | --- | --------------------------------------- |  | ----- | ----- | ----- | ----- |
| 1   | Polen (P)                 | 6   | 5 | 1 | 0 | 16  | 16 | 2  | +14 | Promotie naar divisie A                 |  |       | 2 – 0 | 5 – 1 | 3 – 0 |
| 2   | Noord-Ierland (Q)         | 6   | 2 | 2 | 2 | 8   | 6  | 10 | −4  | Kwalificatie voor de promotie play-offs |  | 0 – 4 |       | 3 – 2 | 1 – 0 |
| 3   | Bosnië en Herzegovina (R) | 6   | 1 | 2 | 3 | 5   | 9  | 12 | −3  | Gedegradeerd naar divisie C             |  | 1 – 1 | 1 – 1 |       | 4 – 0 |
| 4   | Roemenië (R)              | 6   | 1 | 1 | 4 | 4   | 3  | 10 | −7  | Gedegradeerd naar divisie C             |  | 0 – 1 | 1 – 1 | 2 – 0 |       |

Wedstrijden
|                                |                                                                   |         |          |                                                                                                  |
| 21 februari 2025 13.00 (UTC+1) | Bosnië en Herzegovina                                             | 4 – 0   | Roemenië | Stadion: Trening centar Zenica - NFSBiH, Zenica Toeschouwers: 98 Scheidsrechter: Catarina Campos |
| 21 februari 2025 13.00 (UTC+1) | Olar-Spânu 38' (e.d.) Milinković 48' Gačanica 79' Krajšumović 86' | Verslag |          | Stadion: Trening centar Zenica - NFSBiH, Zenica Toeschouwers: 98 Scheidsrechter: Catarina Campos |
| 21 februari 2025 13.00 (UTC+1) |                                                                   |         |          | Stadion: Trening centar Zenica - NFSBiH, Zenica Toeschouwers: 98 Scheidsrechter: Catarina Campos |
| 21 februari 2025 13.00 (UTC+1) |                                                                   |         |          | Stadion: Trening centar Zenica - NFSBiH, Zenica Toeschouwers: 98 Scheidsrechter: Catarina Campos |
|                                |                                                                   |         |          |                                                                                                  |

|                                |                           |         |               |                                                                                              |
| 21 februari 2025 20.45 (UTC+1) | Polen                     | 2 – 0   | Noord-Ierland | Stadion: Polsat Plus Arena Gdańsk, Gdańsk Toeschouwers: 2.700 Scheidsrechter: Emanuela Rusta |
| 21 februari 2025 20.45 (UTC+1) | Kamczyk 17' Achcińska 20' | Verslag |               | Stadion: Polsat Plus Arena Gdańsk, Gdańsk Toeschouwers: 2.700 Scheidsrechter: Emanuela Rusta |
| 21 februari 2025 20.45 (UTC+1) |                           |         |               | Stadion: Polsat Plus Arena Gdańsk, Gdańsk Toeschouwers: 2.700 Scheidsrechter: Emanuela Rusta |
| 21 februari 2025 20.45 (UTC+1) |                           |         |               | Stadion: Polsat Plus Arena Gdańsk, Gdańsk Toeschouwers: 2.700 Scheidsrechter: Emanuela Rusta |
|                                |                           |         |               |                                                                                              |

|                                |                    |         |             |                                                                                                 |
| 25 februari 2025 18.00 (UTC+2) | Roemenië           | 0 – 1   | Polen       | Stadion: Stadionul Arcul de Triumf, Boekarest Toeschouwers: 490 Scheidsrechter: Fabienne Michel |
| 25 februari 2025 18.00 (UTC+2) | Bălăceanu 39', 63' | Verslag | 84' Padilla | Stadion: Stadionul Arcul de Triumf, Boekarest Toeschouwers: 490 Scheidsrechter: Fabienne Michel |
| 25 februari 2025 18.00 (UTC+2) |                    |         |             | Stadion: Stadionul Arcul de Triumf, Boekarest Toeschouwers: 490 Scheidsrechter: Fabienne Michel |
| 25 februari 2025 18.00 (UTC+2) |                    |         |             | Stadion: Stadionul Arcul de Triumf, Boekarest Toeschouwers: 490 Scheidsrechter: Fabienne Michel |
|                                |                    |         |             |                                                                                                 |

|                              |                                 |         |                         |                                                                                  |
| 25 februari 2025 19.00 (UTC) | Noord-Ierland                   | 3 – 2   | Bosnië en Herzegovina   | Stadion: Inver Park, Larne Toeschouwers: 1.303 Scheidsrechter: Caroline Lanssens |
| 25 februari 2025 19.00 (UTC) | McPartlan 15' Magill 89', 90+2' | Verslag | 46' Ekić 49' Milinković | Stadion: Inver Park, Larne Toeschouwers: 1.303 Scheidsrechter: Caroline Lanssens |
| 25 februari 2025 19.00 (UTC) |                                 |         |                         | Stadion: Inver Park, Larne Toeschouwers: 1.303 Scheidsrechter: Caroline Lanssens |
| 25 februari 2025 19.00 (UTC) |                                 |         |                         | Stadion: Inver Park, Larne Toeschouwers: 1.303 Scheidsrechter: Caroline Lanssens |
|                              |                                 |         |                         |                                                                                  |

|                            |                                                                  |         |                       |                                                                                             |
| 4 april 2025 18.00 (UTC+2) | Polen                                                            | 5 – 1   | Bosnië en Herzegovina | Stadion: Polsat Plus Arena Gdańsk, Gdańsk Toeschouwers: 5.027 Scheidsrechter: Katalin Sipos |
| 4 april 2025 18.00 (UTC+2) | Pajor 15', 47' Achcińska 49' Słowińska 77' Wiankowska 89' (pen.) | Verslag | 40' Krajšumović       | Stadion: Polsat Plus Arena Gdańsk, Gdańsk Toeschouwers: 5.027 Scheidsrechter: Katalin Sipos |
| 4 april 2025 18.00 (UTC+2) |                                                                  |         |                       | Stadion: Polsat Plus Arena Gdańsk, Gdańsk Toeschouwers: 5.027 Scheidsrechter: Katalin Sipos |
| 4 april 2025 18.00 (UTC+2) |                                                                  |         |                       | Stadion: Polsat Plus Arena Gdańsk, Gdańsk Toeschouwers: 5.027 Scheidsrechter: Katalin Sipos |
|                            |                                                                  |         |                       |                                                                                             |

|                            |             |         |               | |
| 4 april 2025 19.00 (UTC+3) | Roemenië    | 1 – 1   | Noord-Ierland | Stadion: Stadionul Arcul de Triumf, Boekarest Toeschouwers: 1.485 Scheidsrechter: Sandra Braz Bastos |
| 4 april 2025 19.00 (UTC+3) | Ciolacu 38' | Verslag | 33' Maxwell   | Stadion: Stadionul Arcul de Triumf, Boekarest Toeschouwers: 1.485 Scheidsrechter: Sandra Braz Bastos |
| 4 april 2025 19.00 (UTC+3) |             |         |               | Stadion: Stadionul Arcul de Triumf, Boekarest Toeschouwers: 1.485 Scheidsrechter: Sandra Braz Bastos |
| 4 april 2025 19.00 (UTC+3) |             |         |               | Stadion: Stadionul Arcul de Triumf, Boekarest Toeschouwers: 1.485 Scheidsrechter: Sandra Braz Bastos |
|                            |             |         |               | |

|                            |                       |         |                   |                                                                                                   |
| 8 april 2025 15.30 (UTC+2) | Bosnië en Herzegovina | 1 – 1   | Polen             | Stadion: Trening centar Zenica - NFSBiH, Zenica Toeschouwers: 120 Scheidsrechter: Deborah Bianchi |
| 8 april 2025 15.30 (UTC+2) | Krajšumović 65'       | Verslag | 90+1' Zawistowska | Stadion: Trening centar Zenica - NFSBiH, Zenica Toeschouwers: 120 Scheidsrechter: Deborah Bianchi |
| 8 april 2025 15.30 (UTC+2) |                       |         |                   | Stadion: Trening centar Zenica - NFSBiH, Zenica Toeschouwers: 120 Scheidsrechter: Deborah Bianchi |
| 8 april 2025 15.30 (UTC+2) |                       |         |                   | Stadion: Trening centar Zenica - NFSBiH, Zenica Toeschouwers: 120 Scheidsrechter: Deborah Bianchi |
|                            |                       |         |                   |                                                                                                   |

|                            |               |         |                       |                                                                                   |
| 8 april 2025 19.00 (UTC+1) | Noord-Ierland | 1 – 0   | Bosnië en Herzegovina | Stadion: Windsor Park, Belfast Toeschouwers: 2.380 Scheidsrechter: Shona Shukrula |
| 8 april 2025 19.00 (UTC+1) | Weir 8'       | Verslag |                       | Stadion: Windsor Park, Belfast Toeschouwers: 2.380 Scheidsrechter: Shona Shukrula |
| 8 april 2025 19.00 (UTC+1) |               |         |                       | Stadion: Windsor Park, Belfast Toeschouwers: 2.380 Scheidsrechter: Shona Shukrula |
| 8 april 2025 19.00 (UTC+1) |               |         |                       | Stadion: Windsor Park, Belfast Toeschouwers: 2.380 Scheidsrechter: Shona Shukrula |
|                            |               |         |                       |                                                                                   |

|                           |                           |         |                       |                                                                                       |
| 30 mei 2025 18.00 (UTC+3) | Roemenië                  | 2 – 0   | Bosnië en Herzegovina | Stadion: Stadionul Viitorul, Ovidiu Toeschouwers: 1.365 Scheidsrechter: Olivia Tschon |
| 30 mei 2025 18.00 (UTC+3) | Olar-Spânu 45+3' Carp 60' | Verslag |                       | Stadion: Stadionul Viitorul, Ovidiu Toeschouwers: 1.365 Scheidsrechter: Olivia Tschon |
| 30 mei 2025 18.00 (UTC+3) |                           |         |                       | Stadion: Stadionul Viitorul, Ovidiu Toeschouwers: 1.365 Scheidsrechter: Olivia Tschon |
| 30 mei 2025 18.00 (UTC+3) |                           |         |                       | Stadion: Stadionul Viitorul, Ovidiu Toeschouwers: 1.365 Scheidsrechter: Olivia Tschon |
|                           |                           |         |                       |                                                                                       |

|                           |               |         |                                         |                                                                                    |
| 30 mei 2025 19.00 (UTC+1) | Noord-Ierland | 0 – 4   | Polen                                   | Stadion: Seaviewstadion, Belfast Toeschouwers: 2.482 Scheidsrechter: Minka Vekkeli |
| 30 mei 2025 19.00 (UTC+1) |               | Verslag | 5', 9' Pajor 28' Tomasiak 47' Achcińska | Stadion: Seaviewstadion, Belfast Toeschouwers: 2.482 Scheidsrechter: Minka Vekkeli |
| 30 mei 2025 19.00 (UTC+1) |               |         |                                         | Stadion: Seaviewstadion, Belfast Toeschouwers: 2.482 Scheidsrechter: Minka Vekkeli |
| 30 mei 2025 19.00 (UTC+1) |               |         |                                         | Stadion: Seaviewstadion, Belfast Toeschouwers: 2.482 Scheidsrechter: Minka Vekkeli |
|                           |               |         |                                         |                                                                                    |

|                           |                       |         |               | |
| 3 juni 2025 19.00 (UTC+2) | Bosnië en Herzegovina | 1 – 1   | Noord-Ierland | Stadion: Trening centar Zenica - NFSBiH, Zenica Toeschouwers: 300 Scheidsrechter: Hristiyana Guteva |
| 3 juni 2025 19.00 (UTC+2) | Krajšumović 29'       | Verslag | 23' Magill    | Stadion: Trening centar Zenica - NFSBiH, Zenica Toeschouwers: 300 Scheidsrechter: Hristiyana Guteva |
| 3 juni 2025 19.00 (UTC+2) |                       |         |               | Stadion: Trening centar Zenica - NFSBiH, Zenica Toeschouwers: 300 Scheidsrechter: Hristiyana Guteva |
| 3 juni 2025 19.00 (UTC+2) |                       |         |               | Stadion: Trening centar Zenica - NFSBiH, Zenica Toeschouwers: 300 Scheidsrechter: Hristiyana Guteva |
|                           |                       |         |               | |

|                           |                                      |         |          |                                                                                                 |
| 3 juni 2025 19.00 (UTC+2) | Polen                                | 3 – 0   | Roemenië | Stadion: Polsat Plus Arena Gdańsk, Gdańsk Toeschouwers: 10.685 Scheidsrechter: Aleksandra Česen |
| 3 juni 2025 19.00 (UTC+2) | Kamczyk 45' Tomasiak 82', 90' (pen.) | Verslag |          | Stadion: Polsat Plus Arena Gdańsk, Gdańsk Toeschouwers: 10.685 Scheidsrechter: Aleksandra Česen |
| 3 juni 2025 19.00 (UTC+2) |                                      |         |          | Stadion: Polsat Plus Arena Gdańsk, Gdańsk Toeschouwers: 10.685 Scheidsrechter: Aleksandra Česen |
| 3 juni 2025 19.00 (UTC+2) |                                      |         |          | Stadion: Polsat Plus Arena Gdańsk, Gdańsk Toeschouwers: 10.685 Scheidsrechter: Aleksandra Česen |
|                           |                                      |         |          |                                                                                                 |

### Groep 2
| Pos | Team            | Wed | W | G | V | Ptn | DV | DT | +/− | Kwalificatie of degradatie                |  |       |       |       |       |
| --- | --------------- | --- | - | - | - | --- | -- | -- | --- | ----------------------------------------- |  | ----- | ----- | ----- | ----- |
| 1   | Slovenië (P)    | 6   | 5 | 0 | 1 | 15  | 12 | 2  | +10 | Promotie naar divisie A                   |  |       | 4 – 0 | 3 – 0 | 2 – 0 |
| 2   | Ierland (Q)     | 6   | 5 | 0 | 1 | 15  | 10 | 6  | +4  | Kwalificatie voor de promotie play-offs   |  | 1 – 0 |       | 1 – 0 | 2 – 1 |
| 3   | Turkije (Q)     | 6   | 2 | 0 | 4 | 6   | 3  | 7  | −4  | Kwalificatie voor de degradatie play-offs |  | 0 – 1 | 1 – 2 |       | 1 – 0 |
| 4   | Griekenland (R) | 6   | 0 | 0 | 6 | 0   | 2  | 12 | −10 | Gedegradeerd naar divisie C               |  | 1 – 2 | 0 – 4 | 0 – 1 |       |

1. 1 2  Gerangschikt op onderling doelsaldo: Slovenië +3, Ierland –3.

Wedstrijden
|                                |             |         |                         | |
| 21 februari 2025 16.30 (UTC+2) | Griekenland | 1 – 2   | Slovenië                | Stadion: Theodoros Vardinoyannisstadion, Iraklion Toeschouwers: 350 Scheidsrechter: Nanna Løf Andersen |
| 21 februari 2025 16.30 (UTC+2) | Sarri 26'   | Verslag | 33' Sternad 67' Kramžar | Stadion: Theodoros Vardinoyannisstadion, Iraklion Toeschouwers: 350 Scheidsrechter: Nanna Løf Andersen |
| 21 februari 2025 16.30 (UTC+2) |             |         |                         | Stadion: Theodoros Vardinoyannisstadion, Iraklion Toeschouwers: 350 Scheidsrechter: Nanna Løf Andersen |
| 21 februari 2025 16.30 (UTC+2) |             |         |                         | Stadion: Theodoros Vardinoyannisstadion, Iraklion Toeschouwers: 350 Scheidsrechter: Nanna Løf Andersen |
|                                |             |         |                         | |

|                              |              |         |         |                                                                                   |
| 21 februari 2025 19.30 (UTC) | Ierland      | 1 – 0   | Turkije | Stadion: Tallaght Stadium, Dublin Toeschouwers: 8.071 Scheidsrechter: Réka Molnar |
| 21 februari 2025 19.30 (UTC) | Carusa 45+3' | Verslag |         | Stadion: Tallaght Stadium, Dublin Toeschouwers: 8.071 Scheidsrechter: Réka Molnar |
| 21 februari 2025 19.30 (UTC) |              |         |         | Stadion: Tallaght Stadium, Dublin Toeschouwers: 8.071 Scheidsrechter: Réka Molnar |
| 21 februari 2025 19.30 (UTC) |              |         |         | Stadion: Tallaght Stadium, Dublin Toeschouwers: 8.071 Scheidsrechter: Réka Molnar |
|                              |              |         |         |                                                                                   |

|                                |            |         |             |                                                                                         |
| 25 februari 2025 18.30 (UTC+3) | Turkije    | 1 – 0   | Griekenland | Stadion: Pendik Stadyumu, Istanboel Toeschouwers: 2.728 Scheidsrechter: Miriama Bočková |
| 25 februari 2025 18.30 (UTC+3) | Keskin 33' | Verslag |             | Stadion: Pendik Stadyumu, Istanboel Toeschouwers: 2.728 Scheidsrechter: Miriama Bočková |
| 25 februari 2025 18.30 (UTC+3) |            |         |             | Stadion: Pendik Stadyumu, Istanboel Toeschouwers: 2.728 Scheidsrechter: Miriama Bočková |
| 25 februari 2025 18.30 (UTC+3) |            |         |             | Stadion: Pendik Stadyumu, Istanboel Toeschouwers: 2.728 Scheidsrechter: Miriama Bočková |
|                                |            |         |             |                                                                                         |

|                                |                                          |         |         |                                                                                    |
| 25 februari 2025 18.00 (UTC+1) | Slovenië                                 | 4 – 0   | Ierland | Stadion: Bonifikastadion, Koper Toeschouwers: 533 Scheidsrechter: Michalina Diakow |
| 25 februari 2025 18.00 (UTC+1) | Prašnikar 3', 28' Kramžar 34' Kajzba 82' | Verslag |         | Stadion: Bonifikastadion, Koper Toeschouwers: 533 Scheidsrechter: Michalina Diakow |
| 25 februari 2025 18.00 (UTC+1) |                                          |         |         | Stadion: Bonifikastadion, Koper Toeschouwers: 533 Scheidsrechter: Michalina Diakow |
| 25 februari 2025 18.00 (UTC+1) |                                          |         |         | Stadion: Bonifikastadion, Koper Toeschouwers: 533 Scheidsrechter: Michalina Diakow |
|                                |                                          |         |         |                                                                                    |

|                            |             |         |                                                  | |
| 4 april 2025 17.00 (UTC+3) | Griekenland | 0 – 4   | Ierland                                          | Stadion: Theodoros Vardinoyannisstadion, Iraklion Toeschouwers: 550 Scheidsrechter: Jelena Pejković |
| 4 april 2025 17.00 (UTC+3) |             | Verslag | 49' Sheva 61' Carusa 74' Stapleton 90+3' Barrett | Stadion: Theodoros Vardinoyannisstadion, Iraklion Toeschouwers: 550 Scheidsrechter: Jelena Pejković |
| 4 april 2025 17.00 (UTC+3) |             |         |                                                  | Stadion: Theodoros Vardinoyannisstadion, Iraklion Toeschouwers: 550 Scheidsrechter: Jelena Pejković |
| 4 april 2025 17.00 (UTC+3) |             |         |                                                  | Stadion: Theodoros Vardinoyannisstadion, Iraklion Toeschouwers: 550 Scheidsrechter: Jelena Pejković |
|                            |             |         |                                                  | |

|                            |                                            |         |         |                                                                                        |
| 4 april 2025 16.30 (UTC+2) | Slovenië                                   | 3 – 0   | Turkije | Stadion: Šiška Sports Park, Ljubljana Toeschouwers: 950 Scheidsrechter: Victoria Beyer |
| 4 april 2025 16.30 (UTC+2) | Kolbl 29' Kramžar 36' Prašnikar 65' (pen.) | Verslag |         | Stadion: Šiška Sports Park, Ljubljana Toeschouwers: 950 Scheidsrechter: Victoria Beyer |
| 4 april 2025 16.30 (UTC+2) |                                            |         |         | Stadion: Šiška Sports Park, Ljubljana Toeschouwers: 950 Scheidsrechter: Victoria Beyer |
| 4 april 2025 16.30 (UTC+2) |                                            |         |         | Stadion: Šiška Sports Park, Ljubljana Toeschouwers: 950 Scheidsrechter: Victoria Beyer |
|                            |                                            |         |         |                                                                                        |

|                            |         |         |             |                                                                                            |
| 8 april 2025 20.00 (UTC+3) | Turkije | 0 – 1   | Slovenië    | Stadion: Yeni 4 Eylül Stadyumu, Sivas Toeschouwers: 18.825 Scheidsrechter: Fabienne Michel |
| 8 april 2025 20.00 (UTC+3) |         | Verslag | 62' Kramžar | Stadion: Yeni 4 Eylül Stadyumu, Sivas Toeschouwers: 18.825 Scheidsrechter: Fabienne Michel |
| 8 april 2025 20.00 (UTC+3) |         |         |             | Stadion: Yeni 4 Eylül Stadyumu, Sivas Toeschouwers: 18.825 Scheidsrechter: Fabienne Michel |
| 8 april 2025 20.00 (UTC+3) |         |         |             | Stadion: Yeni 4 Eylül Stadyumu, Sivas Toeschouwers: 18.825 Scheidsrechter: Fabienne Michel |
|                            |         |         |             |                                                                                            |

|                            |                              |         |             |                                                                                           |
| 8 april 2025 19.30 (UTC+1) | Ierland                      | 2 – 1   | Griekenland | Stadion: Tallaght Stadium, Dublin Toeschouwers: 5.879 Scheidsrechter: Franziska Wildfeuer |
| 8 april 2025 19.30 (UTC+1) | Barrett 9' (pen.) Patten 50' | Verslag | 72' Sarri   | Stadion: Tallaght Stadium, Dublin Toeschouwers: 5.879 Scheidsrechter: Franziska Wildfeuer |
| 8 april 2025 19.30 (UTC+1) |                              |         |             | Stadion: Tallaght Stadium, Dublin Toeschouwers: 5.879 Scheidsrechter: Franziska Wildfeuer |
| 8 april 2025 19.30 (UTC+1) |                              |         |             | Stadion: Tallaght Stadium, Dublin Toeschouwers: 5.879 Scheidsrechter: Franziska Wildfeuer |
|                            |                              |         |             |                                                                                           |

|                           |                           |         |             |                                                                                     |
| 30 mei 2025 18.00 (UTC+2) | Slovenië                  | 2 – 0   | Griekenland | Stadion: Šiška Sports Park, Ljubljana Toeschouwers: 738 Scheidsrechter: Réka Molnar |
| 30 mei 2025 18.00 (UTC+2) | Kramžar 24' Prašnikar 50' | Verslag |             | Stadion: Šiška Sports Park, Ljubljana Toeschouwers: 738 Scheidsrechter: Réka Molnar |
| 30 mei 2025 18.00 (UTC+2) |                           |         |             | Stadion: Šiška Sports Park, Ljubljana Toeschouwers: 738 Scheidsrechter: Réka Molnar |
| 30 mei 2025 18.00 (UTC+2) |                           |         |             | Stadion: Šiška Sports Park, Ljubljana Toeschouwers: 738 Scheidsrechter: Réka Molnar |
|                           |                           |         |             |                                                                                     |

|                           |            |         |                             |                                                                                         |
| 30 mei 2025 20.00 (UTC+3) | Turkije    | 1 – 2   | Ierland                     | Stadion: Esenlerstadion, Istanboel Toeschouwers: 760 Scheidsrechter: Kristina Georgieva |
| 30 mei 2025 20.00 (UTC+3) | Hançar 49' | Verslag | 80' (e.d.) Şeker 89' Murphy | Stadion: Esenlerstadion, Istanboel Toeschouwers: 760 Scheidsrechter: Kristina Georgieva |
| 30 mei 2025 20.00 (UTC+3) |            |         |                             | Stadion: Esenlerstadion, Istanboel Toeschouwers: 760 Scheidsrechter: Kristina Georgieva |
| 30 mei 2025 20.00 (UTC+3) |            |         |                             | Stadion: Esenlerstadion, Istanboel Toeschouwers: 760 Scheidsrechter: Kristina Georgieva |
|                           |            |         |                             |                                                                                         |

|                           |             |         |            | |
| 3 juni 2025 20.00 (UTC+3) | Griekenland | 0 – 1   | Turkije    | Stadion: Theodoros Vardinoyannisstadion, Iraklion Toeschouwers: 1.170 Scheidsrechter: Maïka Vanderstichel |
| 3 juni 2025 20.00 (UTC+3) |             | Verslag | 42' Hançar | Stadion: Theodoros Vardinoyannisstadion, Iraklion Toeschouwers: 1.170 Scheidsrechter: Maïka Vanderstichel |
| 3 juni 2025 20.00 (UTC+3) |             |         |            | Stadion: Theodoros Vardinoyannisstadion, Iraklion Toeschouwers: 1.170 Scheidsrechter: Maïka Vanderstichel |
| 3 juni 2025 20.00 (UTC+3) |             |         |            | Stadion: Theodoros Vardinoyannisstadion, Iraklion Toeschouwers: 1.170 Scheidsrechter: Maïka Vanderstichel |
|                           |             |         |            | |

|                           |            |         |          |                                                                                     |
| 3 juni 2025 18.00 (UTC+1) | Ierland    | 1 – 0   | Slovenië | Stadion: Páirc Uí Chaoimh, Cork Toeschouwers: 9.433 Scheidsrechter: Miriama Bočková |
| 3 juni 2025 18.00 (UTC+1) | Noonan 19' | Verslag |          | Stadion: Páirc Uí Chaoimh, Cork Toeschouwers: 9.433 Scheidsrechter: Miriama Bočková |
| 3 juni 2025 18.00 (UTC+1) |            |         |          | Stadion: Páirc Uí Chaoimh, Cork Toeschouwers: 9.433 Scheidsrechter: Miriama Bočková |
| 3 juni 2025 18.00 (UTC+1) |            |         |          | Stadion: Páirc Uí Chaoimh, Cork Toeschouwers: 9.433 Scheidsrechter: Miriama Bočková |
|                           |            |         |          |                                                                                     |

### Groep 3
| Pos | Team            | Wed | W | G | V | Ptn | DV | DT | +/− | Kwalificatie of degradatie              |  |       |       |       |       |
| --- | --------------- | --- | - | - | - | --- | -- | -- | --- | --------------------------------------- |  | ----- | ----- | ----- | ----- |
| 1   | Servië (P)      | 6   | 4 | 2 | 0 | 14  | 7  | 1  | +6  | Promotie naar divisie A                 |  |       | 1 – 0 | 1 – 0 | 0 – 0 |
| 2   | Finland (Q)     | 6   | 3 | 2 | 1 | 11  | 8  | 2  | +6  | Kwalificatie voor de promotie play-offs |  | 1 – 1 |       | 3 – 0 | 0 – 0 |
| 3   | Hongarije (R)   | 6   | 1 | 1 | 4 | 4   | 2  | 6  | −4  | Gedegradeerd naar divisie C             |  | 0 – 1 | 0 – 1 |       | 0 – 0 |
| 4   | Wit-Rusland (R) | 6   | 0 | 3 | 3 | 3   | 0  | 8  | −8  | Gedegradeerd naar divisie C             |  | 0 – 3 | 0 – 3 | 0 – 2 |       |

Wedstrijden
|                                |                        |         |         |                                                                                                |
| 21 februari 2025 18.00 (UTC+1) | Servië                 | 1 – 0   | Finland | Stadion: Sportski centar FSS, Stara Pazova Toeschouwers: 280 Scheidsrechter: Michaela Pachtová |
| 21 februari 2025 18.00 (UTC+1) | Damnjanović 43' (pen.) | Verslag |         | Stadion: Sportski centar FSS, Stara Pazova Toeschouwers: 280 Scheidsrechter: Michaela Pachtová |
| 21 februari 2025 18.00 (UTC+1) |                        |         |         | Stadion: Sportski centar FSS, Stara Pazova Toeschouwers: 280 Scheidsrechter: Michaela Pachtová |
| 21 februari 2025 18.00 (UTC+1) |                        |         |         | Stadion: Sportski centar FSS, Stara Pazova Toeschouwers: 280 Scheidsrechter: Michaela Pachtová |
|                                |                        |         |         |                                                                                                |

|                                |             |         |                      |                                                                                              |
| 21 februari 2025 20.00 (UTC+1) | Wit-Rusland | 0 – 2   | Hongarije            | Stadion: Lagatorstadion, Loznica (Servië) Toeschouwers: 0 Scheidsrechter: Sandra Braz Bastos |
| 21 februari 2025 20.00 (UTC+1) |             | Verslag | 57' Csiki 78' Csányi | Stadion: Lagatorstadion, Loznica (Servië) Toeschouwers: 0 Scheidsrechter: Sandra Braz Bastos |
| 21 februari 2025 20.00 (UTC+1) |             |         |                      | Stadion: Lagatorstadion, Loznica (Servië) Toeschouwers: 0 Scheidsrechter: Sandra Braz Bastos |
| 21 februari 2025 20.00 (UTC+1) |             |         |                      | Stadion: Lagatorstadion, Loznica (Servië) Toeschouwers: 0 Scheidsrechter: Sandra Braz Bastos |
|                                |             |         |                      |                                                                                              |

|                                |           |         |                   |                                                                                                   |
| 25 februari 2025 18.00 (UTC+1) | Hongarije | 0 – 1   | Finland           | Stadion: Hidegkuti Nándorstadion, Boedapest Toeschouwers: 1.213 Scheidsrechter: Hristiyana Guteva |
| 25 februari 2025 18.00 (UTC+1) |           | Verslag | 7' (pen.) Nyström | Stadion: Hidegkuti Nándorstadion, Boedapest Toeschouwers: 1.213 Scheidsrechter: Hristiyana Guteva |
| 25 februari 2025 18.00 (UTC+1) |           |         |                   | Stadion: Hidegkuti Nándorstadion, Boedapest Toeschouwers: 1.213 Scheidsrechter: Hristiyana Guteva |
| 25 februari 2025 18.00 (UTC+1) |           |         |                   | Stadion: Hidegkuti Nándorstadion, Boedapest Toeschouwers: 1.213 Scheidsrechter: Hristiyana Guteva |
|                                |           |         |                   |                                                                                                   |

|                                |         |       |             |                                                                                            |
| 25 februari 2025 18.00 (UTC+1) | Servië  | 0 – 0 | Wit-Rusland | Stadion: Sportski centar FSS, Stara Pazova Toeschouwers: 215 Scheidsrechter: Olivia Tschon |
| 25 februari 2025 18.00 (UTC+1) | Verslag |       |             | Stadion: Sportski centar FSS, Stara Pazova Toeschouwers: 215 Scheidsrechter: Olivia Tschon |
| 25 februari 2025 18.00 (UTC+1) |         |       |             | Stadion: Sportski centar FSS, Stara Pazova Toeschouwers: 215 Scheidsrechter: Olivia Tschon |
| 25 februari 2025 18.00 (UTC+1) |         |       |             | Stadion: Sportski centar FSS, Stara Pazova Toeschouwers: 215 Scheidsrechter: Olivia Tschon |
|                                |         |       |             |                                                                                            |

|                            |         |       |             |                                                                                              |
| 4 april 2025 17.00 (UTC+2) | Finland | 0 – 0 | Wit-Rusland | Stadion: Stadio Silvio Piola, Novara (Italië) Toeschouwers: 0 Scheidsrechter: Emanuela Rusta |
| 4 april 2025 17.00 (UTC+2) | Verslag |       |             | Stadion: Stadio Silvio Piola, Novara (Italië) Toeschouwers: 0 Scheidsrechter: Emanuela Rusta |
| 4 april 2025 17.00 (UTC+2) |         |       |             | Stadion: Stadio Silvio Piola, Novara (Italië) Toeschouwers: 0 Scheidsrechter: Emanuela Rusta |
| 4 april 2025 17.00 (UTC+2) |         |       |             | Stadion: Stadio Silvio Piola, Novara (Italië) Toeschouwers: 0 Scheidsrechter: Emanuela Rusta |
|                            |         |       |             |                                                                                              |

|                            |           |         |             |                                                                                   |
| 4 april 2025 20.00 (UTC+2) | Hongarije | 0 – 1   | Servië      | Stadion: Alcuferstadion, Győr Toeschouwers: 513 Scheidsrechter: Caroline Lanssens |
| 4 april 2025 20.00 (UTC+2) |           | Verslag | 69' Matejić | Stadion: Alcuferstadion, Győr Toeschouwers: 513 Scheidsrechter: Caroline Lanssens |
| 4 april 2025 20.00 (UTC+2) |           |         |             | Stadion: Alcuferstadion, Győr Toeschouwers: 513 Scheidsrechter: Caroline Lanssens |
| 4 april 2025 20.00 (UTC+2) |           |         |             | Stadion: Alcuferstadion, Győr Toeschouwers: 513 Scheidsrechter: Caroline Lanssens |
|                            |           |         |             |                                                                                   |

|                            |                                           |         |           |                                                                                      |
| 8 april 2025 18.30 (UTC+3) | Finland                                   | 3 – 0   | Hongarije | Stadion: Tammela Stadion, Tampere Toeschouwers: 4.135 Scheidsrechter: Angelika Söder |
| 8 april 2025 18.30 (UTC+3) | E. Koivisto 18' Sällström 39' Franssi 88' | Verslag |           | Stadion: Tammela Stadion, Tampere Toeschouwers: 4.135 Scheidsrechter: Angelika Söder |
| 8 april 2025 18.30 (UTC+3) |                                           |         |           | Stadion: Tammela Stadion, Tampere Toeschouwers: 4.135 Scheidsrechter: Angelika Söder |
| 8 april 2025 18.30 (UTC+3) |                                           |         |           | Stadion: Tammela Stadion, Tampere Toeschouwers: 4.135 Scheidsrechter: Angelika Söder |
|                            |                                           |         |           |                                                                                      |

|                            |             |         |                                 |                                                                                               |
| 8 april 2025 21.00 (UTC+2) | Wit-Rusland | 0 – 3   | Servië                          | Stadion: Stadio Silvio Piola, Novara (Italië) Toeschouwers: 0 Scheidsrechter: Henrikke Nervik |
| 8 april 2025 21.00 (UTC+2) |             | Verslag | 24', 90+1' Matejić 75' Ivanović | Stadion: Stadio Silvio Piola, Novara (Italië) Toeschouwers: 0 Scheidsrechter: Henrikke Nervik |
| 8 april 2025 21.00 (UTC+2) |             |         |                                 | Stadion: Stadio Silvio Piola, Novara (Italië) Toeschouwers: 0 Scheidsrechter: Henrikke Nervik |
| 8 april 2025 21.00 (UTC+2) |             |         |                                 | Stadion: Stadio Silvio Piola, Novara (Italië) Toeschouwers: 0 Scheidsrechter: Henrikke Nervik |
|                            |             |         |                                 |                                                                                               |

|                           |              |         |           |                                                                                           |
| 30 mei 2025 19.00 (UTC+2) | Servië       | 1 – 0   | Hongarije | Stadion: Sportski centar FSS, Stara Pazova Toeschouwers: 300 Scheidsrechter: Kirsty Dowle |
| 30 mei 2025 19.00 (UTC+2) | Poljak 90+6' | Verslag |           | Stadion: Sportski centar FSS, Stara Pazova Toeschouwers: 300 Scheidsrechter: Kirsty Dowle |
| 30 mei 2025 19.00 (UTC+2) |              |         |           | Stadion: Sportski centar FSS, Stara Pazova Toeschouwers: 300 Scheidsrechter: Kirsty Dowle |
| 30 mei 2025 19.00 (UTC+2) |              |         |           | Stadion: Sportski centar FSS, Stara Pazova Toeschouwers: 300 Scheidsrechter: Kirsty Dowle |
|                           |              |         |           |                                                                                           |

|                           |             |         |                               |                                                                                               |
| 30 mei 2025 20.00 (UTC+2) | Wit-Rusland | 0 – 3   | Finland                       | Stadion: Szent Gellért Fórum, Szeged (Hongarije) Toeschouwers: 0 Scheidsrechter: Merima Čelik |
| 30 mei 2025 20.00 (UTC+2) |             | Verslag | 8' Franssi 66', 73' Sällström | Stadion: Szent Gellért Fórum, Szeged (Hongarije) Toeschouwers: 0 Scheidsrechter: Merima Čelik |
| 30 mei 2025 20.00 (UTC+2) |             |         |                               | Stadion: Szent Gellért Fórum, Szeged (Hongarije) Toeschouwers: 0 Scheidsrechter: Merima Čelik |
| 30 mei 2025 20.00 (UTC+2) |             |         |                               | Stadion: Szent Gellért Fórum, Szeged (Hongarije) Toeschouwers: 0 Scheidsrechter: Merima Čelik |
|                           |             |         |                               |                                                                                               |

|                           |             |         |                 |                                                                                          |
| 3 juni 2025 20.00 (UTC+3) | Finland     | 1 – 1   | Servië          | Stadion: Olympiastadion, Helsinki Toeschouwers: 8.970 Scheidsrechter: Sandra Braz Bastos |
| 3 juni 2025 20.00 (UTC+3) | Lehtola 71' | Verslag | 84' (e.d.) Roth | Stadion: Olympiastadion, Helsinki Toeschouwers: 8.970 Scheidsrechter: Sandra Braz Bastos |
| 3 juni 2025 20.00 (UTC+3) |             |         |                 | Stadion: Olympiastadion, Helsinki Toeschouwers: 8.970 Scheidsrechter: Sandra Braz Bastos |
| 3 juni 2025 20.00 (UTC+3) |             |         |                 | Stadion: Olympiastadion, Helsinki Toeschouwers: 8.970 Scheidsrechter: Sandra Braz Bastos |
|                           |             |         |                 |                                                                                          |

|                           |           |       |             |                                                                                              |
| 3 juni 2025 19.00 (UTC+2) | Hongarije | 0 – 0 | Wit-Rusland | Stadion: Szent Gellért Fórum, Szeged Toeschouwers: 1.613 Scheidsrechter: Ana Maria Terteleac |
| 3 juni 2025 19.00 (UTC+2) | Verslag   |       |             | Stadion: Szent Gellért Fórum, Szeged Toeschouwers: 1.613 Scheidsrechter: Ana Maria Terteleac |
| 3 juni 2025 19.00 (UTC+2) |           |       |             | Stadion: Szent Gellért Fórum, Szeged Toeschouwers: 1.613 Scheidsrechter: Ana Maria Terteleac |
| 3 juni 2025 19.00 (UTC+2) |           |       |             | Stadion: Szent Gellért Fórum, Szeged Toeschouwers: 1.613 Scheidsrechter: Ana Maria Terteleac |
|                           |           |       |             |                                                                                              |

### Groep 4
| Pos | Team         | Wed | W | G | V | Ptn | DV | DT | +/− | Kwalificatie of degradatie                |  |       |       |       |       |
| --- | ------------ | --- | - | - | - | --- | -- | -- | --- | ----------------------------------------- |  | ----- | ----- | ----- | ----- |
| 1   | Oekraïne (P) | 6   | 4 | 1 | 1 | 13  | 8  | 6  | +2  | Promotie naar divisie A                   |  |       | 1 – 0 | 2 – 1 | 2 – 1 |
| 2   | Tsjechië (Q) | 6   | 4 | 1 | 1 | 13  | 17 | 4  | +13 | Kwalificatie voor de promotie play-offs   |  | 1 – 1 |       | 5 – 1 | 5 – 0 |
| 3   | Albanië (Q)  | 6   | 2 | 0 | 4 | 6   | 10 | 12 | −2  | Kwalificatie voor de degradatie play-offs |  | 1 – 2 | 1 – 2 |       | 4 – 0 |
| 4   | Kroatië (R)  | 6   | 1 | 0 | 5 | 3   | 4  | 17 | −13 | Gedegradeerd naar divisie C               |  | 2 – 0 | 0 – 4 | 1 – 2 |       |

1. 1 2  Gerangschikt op onderling aantal punten: Oekraïne 4, Tsjechië 1.

Wedstrijden
|                                |               |         |                            |                                                                                             |
| 21 februari 2025 18.00 (UTC+1) | Albanië       | 1 – 2   | Oekraïne                   | Stadion: Niko Dovanastadion, Durrës Toeschouwers: 2.520 Scheidsrechter: Franziska Wildfeuer |
| 21 februari 2025 18.00 (UTC+1) | Berisha 90+5' | Verslag | 31' Ovditsjoek 48' Kozlova | Stadion: Niko Dovanastadion, Durrës Toeschouwers: 2.520 Scheidsrechter: Franziska Wildfeuer |
| 21 februari 2025 18.00 (UTC+1) |               |         |                            | Stadion: Niko Dovanastadion, Durrës Toeschouwers: 2.520 Scheidsrechter: Franziska Wildfeuer |
| 21 februari 2025 18.00 (UTC+1) |               |         |                            | Stadion: Niko Dovanastadion, Durrës Toeschouwers: 2.520 Scheidsrechter: Franziska Wildfeuer |
|                                |               |         |                            |                                                                                             |

|                                |         |         |                                                        |                                                                                     |
| 21 februari 2025 19.00 (UTC+1) | Kroatië | 0 – 4   | Tsjechië                                               | Stadion: Stadion Aldo Drosina, Pula Toeschouwers: 327 Scheidsrechter: Abigail Byrne |
| 21 februari 2025 19.00 (UTC+1) |         | Verslag | 15' Stašková 18' Khýrová 29' Krejčiříková 63' Svitková | Stadion: Stadion Aldo Drosina, Pula Toeschouwers: 327 Scheidsrechter: Abigail Byrne |
| 21 februari 2025 19.00 (UTC+1) |         |         |                                                        | Stadion: Stadion Aldo Drosina, Pula Toeschouwers: 327 Scheidsrechter: Abigail Byrne |
| 21 februari 2025 19.00 (UTC+1) |         |         |                                                        | Stadion: Stadion Aldo Drosina, Pula Toeschouwers: 327 Scheidsrechter: Abigail Byrne |
|                                |         |         |                                                        |                                                                                     |

|                                |                                                     |         |                 | |
| 25 februari 2025 17.30 (UTC+1) | Tsjechië                                            | 5 – 1   | Albanië         | Stadion: Fotbalový stadion Střelecký ostrov, České Budějovice Toeschouwers: 2.025 Scheidsrechter: Kristina Georgieva |
| 25 februari 2025 17.30 (UTC+1) | Svitková 34', 42' Bartoňová 45+2', 62' Stašková 60' | Verslag | 24' (pen.) Doçi | Stadion: Fotbalový stadion Střelecký ostrov, České Budějovice Toeschouwers: 2.025 Scheidsrechter: Kristina Georgieva |
| 25 februari 2025 17.30 (UTC+1) |                                                     |         |                 | Stadion: Fotbalový stadion Střelecký ostrov, České Budějovice Toeschouwers: 2.025 Scheidsrechter: Kristina Georgieva |
| 25 februari 2025 17.30 (UTC+1) |                                                     |         |                 | Stadion: Fotbalový stadion Střelecký ostrov, České Budějovice Toeschouwers: 2.025 Scheidsrechter: Kristina Georgieva |
|                                |                                                     |         |                 | |

|                                |                       |         |             |                                                                                           |
| 25 februari 2025 18.00 (UTC+1) | Oekraïne              | 2 – 1   | Kroatië     | Stadion: Elbasan Arena, Elbasan (Albanië) Toeschouwers: 10 Scheidsrechter: Shona Shukrula |
| 25 februari 2025 18.00 (UTC+1) | Kotyk 2' Kalinina 61' | Verslag | 69' Nevrkla | Stadion: Elbasan Arena, Elbasan (Albanië) Toeschouwers: 10 Scheidsrechter: Shona Shukrula |
| 25 februari 2025 18.00 (UTC+1) |                       |         |             | Stadion: Elbasan Arena, Elbasan (Albanië) Toeschouwers: 10 Scheidsrechter: Shona Shukrula |
| 25 februari 2025 18.00 (UTC+1) |                       |         |             | Stadion: Elbasan Arena, Elbasan (Albanië) Toeschouwers: 10 Scheidsrechter: Shona Shukrula |
|                                |                       |         |             |                                                                                           |

|                            |                                               |         |                   |                                                                                         |
| 4 april 2025 16.00 (UTC+2) | Albanië                                       | 4 – 0   | Kroatië           | Stadion: Loro Boriçistadion, Shkodër Toeschouwers: 436 Scheidsrechter: Alexandra Collin |
| 4 april 2025 16.00 (UTC+2) | Berisha 14' Hila 24' Doçi 72' Hamonikaj 90+1' | Verslag | 39', 66' Čanjevac | Stadion: Loro Boriçistadion, Shkodër Toeschouwers: 436 Scheidsrechter: Alexandra Collin |
| 4 april 2025 16.00 (UTC+2) |                                               |         |                   | Stadion: Loro Boriçistadion, Shkodër Toeschouwers: 436 Scheidsrechter: Alexandra Collin |
| 4 april 2025 16.00 (UTC+2) |                                               |         |                   | Stadion: Loro Boriçistadion, Shkodër Toeschouwers: 436 Scheidsrechter: Alexandra Collin |
|                            |                                               |         |                   |                                                                                         |

|                            |                |         |          | |
| 4 april 2025 18.00 (UTC+2) | Oekraïne       | 1 – 0   | Tsjechië | Stadion: Stadion Miejski, Polkowice (Polen) Toeschouwers: 500 Scheidsrechter: Ainara Andrea Acevedo Dudley |
| 4 april 2025 18.00 (UTC+2) | Ovditsjoek 57' | Verslag |          | Stadion: Stadion Miejski, Polkowice (Polen) Toeschouwers: 500 Scheidsrechter: Ainara Andrea Acevedo Dudley |
| 4 april 2025 18.00 (UTC+2) |                |         |          | Stadion: Stadion Miejski, Polkowice (Polen) Toeschouwers: 500 Scheidsrechter: Ainara Andrea Acevedo Dudley |
| 4 april 2025 18.00 (UTC+2) |                |         |          | Stadion: Stadion Miejski, Polkowice (Polen) Toeschouwers: 500 Scheidsrechter: Ainara Andrea Acevedo Dudley |
|                            |                |         |          | |

|                            |               |         |                              |                                                                                        |
| 8 april 2025 16.00 (UTC+2) | Kroatië       | 1 – 2   | Albanië                      | Stadion: Stadion Kranjčevićeva, Zagreb Toeschouwers: 377 Scheidsrechter: Maria Marotta |
| 8 april 2025 16.00 (UTC+2) | Slipčević 11' | Verslag | 32' Berisha 71' (e.d.) Balog | Stadion: Stadion Kranjčevićeva, Zagreb Toeschouwers: 377 Scheidsrechter: Maria Marotta |
| 8 april 2025 16.00 (UTC+2) |               |         |                              | Stadion: Stadion Kranjčevićeva, Zagreb Toeschouwers: 377 Scheidsrechter: Maria Marotta |
| 8 april 2025 16.00 (UTC+2) |               |         |                              | Stadion: Stadion Kranjčevićeva, Zagreb Toeschouwers: 377 Scheidsrechter: Maria Marotta |
|                            |               |         |                              |                                                                                        |

|                            |             |         |                   | |
| 8 april 2025 17.30 (UTC+2) | Tsjechië    | 1 – 1   | Oekraïne          | Stadion: Městský stadion Ústí nad Labem, Ústí nad Labem Toeschouwers: 2.184 Scheidsrechter: Minka Vekkeli |
| 8 april 2025 17.30 (UTC+2) | Svitková 4' | Verslag | 19' (pen.) Petryk | Stadion: Městský stadion Ústí nad Labem, Ústí nad Labem Toeschouwers: 2.184 Scheidsrechter: Minka Vekkeli |
| 8 april 2025 17.30 (UTC+2) |             |         |                   | Stadion: Městský stadion Ústí nad Labem, Ústí nad Labem Toeschouwers: 2.184 Scheidsrechter: Minka Vekkeli |
| 8 april 2025 17.30 (UTC+2) |             |         |                   | Stadion: Městský stadion Ústí nad Labem, Ústí nad Labem Toeschouwers: 2.184 Scheidsrechter: Minka Vekkeli |
|                            |             |         |                   | |

|                           |                                                                  |         |         |                                                                                    |
| 30 mei 2025 17.00 (UTC+2) | Tsjechië                                                         | 5 – 0   | Kroatië | Stadion: Letní stadion, Chomutov Toeschouwers: 934 Scheidsrechter: Karoline Wacker |
| 30 mei 2025 17.00 (UTC+2) | Khýrová 6' Svitková 18' Pochmanová 23' Dubcová 47' Polášková 53' | Verslag |         | Stadion: Letní stadion, Chomutov Toeschouwers: 934 Scheidsrechter: Karoline Wacker |
| 30 mei 2025 17.00 (UTC+2) |                                                                  |         |         | Stadion: Letní stadion, Chomutov Toeschouwers: 934 Scheidsrechter: Karoline Wacker |
| 30 mei 2025 17.00 (UTC+2) |                                                                  |         |         | Stadion: Letní stadion, Chomutov Toeschouwers: 934 Scheidsrechter: Karoline Wacker |
|                           |                                                                  |         |         |                                                                                    |

|                           |                             |         |             |                                                                                                |
| 30 mei 2025 19.00 (UTC+2) | Oekraïne                    | 2 – 1   | Albanië     | Stadion: Varteksstadion, Varaždin (Kroatië) Toeschouwers: 50 Scheidsrechter: Caroline Lanssens |
| 30 mei 2025 19.00 (UTC+2) | Ovditsjoek 19' Basanska 41' | Verslag | 10' Berisha | Stadion: Varteksstadion, Varaždin (Kroatië) Toeschouwers: 50 Scheidsrechter: Caroline Lanssens |
| 30 mei 2025 19.00 (UTC+2) |                             |         |             | Stadion: Varteksstadion, Varaždin (Kroatië) Toeschouwers: 50 Scheidsrechter: Caroline Lanssens |
| 30 mei 2025 19.00 (UTC+2) |                             |         |             | Stadion: Varteksstadion, Varaždin (Kroatië) Toeschouwers: 50 Scheidsrechter: Caroline Lanssens |
|                           |                             |         |             |                                                                                                |

|                           |               |         |                                                   |                                                                                         |
| 3 juni 2025 19.00 (UTC+2) | Albanië       | 1 – 2   | Tsjechië                                          | Stadion: Loro Boriçistadion, Shkodër Toeschouwers: 483 Scheidsrechter: Michalina Diakow |
| 3 juni 2025 19.00 (UTC+2) | Berisha 45+2' | Verslag | 18', 40' Bendová 87' (pen.) Bartoňová 90' Khýrová | Stadion: Loro Boriçistadion, Shkodër Toeschouwers: 483 Scheidsrechter: Michalina Diakow |
| 3 juni 2025 19.00 (UTC+2) |               |         |                                                   | Stadion: Loro Boriçistadion, Shkodër Toeschouwers: 483 Scheidsrechter: Michalina Diakow |
| 3 juni 2025 19.00 (UTC+2) |               |         |                                                   | Stadion: Loro Boriçistadion, Shkodër Toeschouwers: 483 Scheidsrechter: Michalina Diakow |
|                           |               |         |                                                   |                                                                                         |

|                           |                           |         |          |                                                                                                  |
| 3 juni 2025 19.00 (UTC+2) | Kroatië                   | 2 – 0   | Oekraïne | Stadion: Stadion Branko Čavlović-Čavlek, Karlovac Toeschouwers: 238 Scheidsrechter: Deborah Anex |
| 3 juni 2025 19.00 (UTC+2) | Vračević 11' Živković 52' | Verslag |          | Stadion: Stadion Branko Čavlović-Čavlek, Karlovac Toeschouwers: 238 Scheidsrechter: Deborah Anex |
| 3 juni 2025 19.00 (UTC+2) |                           |         |          | Stadion: Stadion Branko Čavlović-Čavlek, Karlovac Toeschouwers: 238 Scheidsrechter: Deborah Anex |
| 3 juni 2025 19.00 (UTC+2) |                           |         |          | Stadion: Stadion Branko Čavlović-Čavlek, Karlovac Toeschouwers: 238 Scheidsrechter: Deborah Anex |
|                           |                           |         |          |                                                                                                  |

### Stand nummers drie
| Pos | Grp | Team                  | Wed | W | G | V | Ptn | DV | DT | +/− | Kwalificatie of degradatie                |
| --- | --- | --------------------- | --- | - | - | - | --- | -- | -- | --- | ----------------------------------------- |
| 1   | B4  | Albanië               | 6   | 2 | 0 | 4 | 6   | 10 | 12 | −2  | Kwalificatie voor de degradatie play-offs |
| 2   | B2  | Turkije               | 6   | 2 | 0 | 4 | 6   | 3  | 7  | −4  | Kwalificatie voor de degradatie play-offs |
| 3   | B1  | Bosnië en Herzegovina | 6   | 1 | 2 | 3 | 5   | 9  | 12 | −3  | Gedegradeerd naar divisie C               |
| 4   | B3  | Hongarije             | 6   | 1 | 1 | 4 | 4   | 2  | 6  | −4  | Gedegradeerd naar divisie C               |

## Eindstand
De eindstand wordt bepaald op basis van de regels die de UEFA opstelde. Deze tabel begint bij nummer 17 omdat nummers 1 tot en met 16 genummerd zijn bij divisie A.
| Pos | Grp | Team                  | Wed | W | G | V | Ptn | DV | DT | +/− |
| --- | --- | --------------------- | --- | - | - | - | --- | -- | -- | --- |
| 17  | 1   | Polen                 | 6   | 5 | 1 | 0 | 16  | 16 | 2  | +14 |
| 18  | 2   | Slovenië              | 6   | 5 | 0 | 1 | 15  | 12 | 2  | +10 |
| 19  | 3   | Servië                | 6   | 4 | 2 | 0 | 14  | 7  | 1  | +6  |
| 20  | 4   | Oekraïne              | 6   | 4 | 1 | 1 | 13  | 8  | 6  | +2  |
|     |     |                       |     |   |   |   |     |    |    |     |
| 21  | 2   | Ierland               | 6   | 5 | 0 | 1 | 15  | 10 | 6  | +4  |
| 22  | 4   | Tsjechië              | 6   | 4 | 1 | 1 | 13  | 17 | 4  | +13 |
| 23  | 3   | Finland               | 6   | 3 | 2 | 1 | 11  | 8  | 2  | +6  |
| 24  | 1   | Noord-Ierland         | 6   | 2 | 2 | 2 | 8   | 6  | 10 | −4  |
|     |     |                       |     |   |   |   |     |    |    |     |
| 25  | 4   | Albanië               | 6   | 2 | 0 | 4 | 6   | 10 | 12 | −2  |
| 26  | 2   | Turkije               | 6   | 2 | 0 | 4 | 6   | 3  | 7  | −4  |
| 27  | 1   | Bosnië en Herzegovina | 6   | 1 | 2 | 3 | 5   | 9  | 12 | −3  |
| 28  | 3   | Hongarije             | 6   | 1 | 1 | 4 | 4   | 2  | 6  | −4  |
|     |     |                       |     |   |   |   |     |    |    |     |
| 29  | 1   | Roemenië              | 6   | 1 | 1 | 4 | 4   | 3  | 10 | −7  |
| 30  | 3   | Wit-Rusland           | 6   | 0 | 3 | 3 | 3   | 0  | 8  | −8  |
| 31  | 4   | Kroatië               | 6   | 1 | 0 | 5 | 3   | 4  | 17 | −13 |
| 32  | 2   | Griekenland           | 6   | 0 | 0 | 6 | 0   | 2  | 12 | −10 |

## Doelpuntenmakers
5 doelpunten
- Fortesa Berisha
- Zara Kramžar

4 doelpunten
- Sofija Krajšumović
- Lara Prašnikar
- Kateřina Svitková

3 doelpunten
- Linda Sällström
- Simone Magill
- Olha Ovditsjoek
- Adriana Achcińska
- Ewa Pajor
- Paulina Tomasiak
- Nina Matejić
- Eva Bartoňová
- Michaela Khýrová
- Andrea Stašková

2 doelpunten
- Megi Doçi
- Marija Milinković
- Sanni Franssi
- Veatriki Sarri
- Amber Barrett
- Kyra Carusa
- Ewelina Kamczyk
- Kader Hançar

1 doelpunt
- Klea Hamonikaj
- Alma Hilaj
- Emina Ekić
- Minela Gačanica
- Emma Koivisto
- Nea Lehtola
- Eva Nyström
- Diána Csányi
- Anna Csiki
- Emily Murphy
- Saoirse Noonan
- Anna Patten
- Marissa Sheva
- Jessie Stapleton
- Kristina Nevrkla
- Ivana Slipčević
- Tea Vračević
- Barbara Živković
- Danielle Maxwell
- Brenna McPartlan
- Kascie Weir
- Olha Basanska
- Jana Kalinina
- Jana Kotyk
- Nicole Kozlova
- Anna Petryk
- Natalia Padilla
- Klaudia Słowińska
- Martyna Wiankowska
- Weronika Zawistowska
- Cristina Carp
- Mihaela Ciolacu
- Jovana Damnjanović
- Miljana Ivanović
- Allegra Poljak
- Nina Kajzba
- Špela Kolbl
- Maja Sternad
- Kamila Dubcová
- Tereza Krejčiříková
- Aneta Pochmanová
- Aneta Polášková
- Elif Keskin

1 eigen doelpunt
- Maaria Roth (tegen Servië)
- Leonarda Balog (tegen Albanië)
- Florentina Olar-Spânu (tegen Bosnië en Herzegovina)
- Busem Şeker (tegen Ierland)